# 伊斯梅尔·埃尔南德斯
伊斯梅尔·埃尔南德斯（西班牙語：Ismael Hernández，1990年1月23日—），墨西哥男子现代五项运动员。他曾代表墨西哥参加2016年夏季奥林匹克运动会现代五项比赛，获得一枚铜牌。